# AEG C.III
Die AEG C.III war ein zweisitziges Aufklärungsflugzeug der AEG, Abteilung Flugzeugbau, welches Ende 1915 als Nachfolge der AEG C.II gebaut wurde. Es kam allerdings nie über den experimentellen Status hinaus. Das Muster sollte dem Piloten eine bessere Sicht nach vorne und dem Beobachter ein besseres Schussfeld nach vorne geben. Dazu wurde der gesamte Zwischenraum zwischen dem oberen und dem unteren Flügelpaar ausgefüllt. Die C.III erhielt dadurch einen mächtigen Rumpf. Trotz dieser sinnvollen Lösung ging die Maschine nie in Serienproduktion.

## Technische Daten AEG C.III
| Kenngröße             | Daten                                                                      |
| --------------------- | -------------------------------------------------------------------------- |
| Besatzung             | 2                                                                          |
| Länge                 | 7,09 m                                                                     |
| Spannweite            | 11,85 m                                                                    |
| Startmasse            | 1.200 kg                                                                   |
| Triebwerk             | ein wassergekühlter 6-Zylinder-Reihenmotor Benz Bz III mit 150 PS (110 kW) |
| Höchstgeschwindigkeit | 158 km/h in NN                                                             |
| Bewaffnung            | ein 7,92-mm-Parabellum MG, 40 kg Bomben                                    |